# 西川善文
西川 善文（にしかわ よしふみ、1938年〈昭和13年〉8月3日 - 2020年〈令和2年〉9月11日）は、日本の実業家。「ザ・ラストバンカー」の異名をとった。
住友銀行頭取（1997年 - 2001年）、三井住友銀行頭取（初代、2001年 - 2005年）、三井住友フィナンシャルグループ代表取締役社長（初代、2002年 - 2005年）を歴任し、全国銀行協会会長を二度にわたって務めた（2000年、2004年）。三井住友銀行のトップを退いた後、郵政民営化を推進する小泉純一郎首相の要請を受けて日本郵政社長（初代、2006年 - 2009年）、日本郵政公社総裁（2007年4月 - 同年9月）を務めた。

## 来歴・人物

### 三井住友フィナンシャルグループ時代
奈良県高市郡畝傍町（現在の橿原市）出身。父は材木問屋を営んでいた。奈良県立畝傍高等学校を経て、1961年（昭和36年）に大阪大学法学部を卒業して住友銀行に入行した。
1986年（昭和61年）6月に取締役企画部長、1989年（平成元年）6月に常務取締役企画部長、1991年（平成3年）11月に専務取締役、1996年（平成8年）5月に副頭取。1997年（平成9年）6月に頭取に就任した（50代の住銀頭取は堀田庄三以来）。
2001年（平成13年）4月1日にはさくら銀行を合併して誕生した三井住友銀行の頭取に就任。2002年（平成14年）12月11日には三井住友フィナンシャルグループ（SMFG）代表取締役社長を兼任。2000年度と2004年度には全国銀行協会の会長も務めた（2度全銀協会長を務めたのは初のケースである）。
三井住友銀行頭取・SMFG社長としては、2003年（平成15年）2月にSMFGの自己資本増強のためゴールドマン・サックス（GS）に対し優先株1,503億円を発行している。この優先株発行は、GSに対して25年間年率4.5%の配当を保証した上、GSが行う投資業務の損失に21億ドルの信用保証契約を交わすなど、GSにとって有利な条件になっていた。この前後、創価学会にも支援を要請しており、自ら信濃町の本部まで乗り込んで交渉した結果、創価学会側は快諾し、すぐさま数百億円規模の預金を提供したとされる。
また、2004年（平成16年）7月30日にUFJホールディングスに対して経営統合を申し入れている。株式の統合比率で1対1を提示するが、結局三菱東京フィナンシャル・グループとのあいだの争奪戦に競り負けた。ほかに、頭取時代に中小企業への融資の際に融資と抱き合わせでデリバディブ商品（リスク商品）を販売していたことが2006年（平成18年）に判明している。これにより三井住友銀行は金融庁から一部業務停止命令の行政処分を受けた。
2005年度3月期決算が赤字に下方修正された経営責任を取って2005年（平成17年）6月の株主総会に頭取とFG社長の職を退任し、三井住友銀行特別顧問に就任した。同時期に松下電器産業の社外取締役、さらにレンゴー、第一三共の取締役に就任している。
2005年（平成17年）10月13日の楽天の東京放送（TBS）株大量取得にはじまる経営統合問題ではその動向が注目された。西川はTBSの社外監査役を務め、同時に楽天証券の取締役にもなっていたからである。西川は10月26日におこなわれたTBSの企業価値評価特別委員会には欠席している。

### 日本郵政初代社長として
2005年11月11日、郵政民営化で発足した日本郵政の初代社長に内定し、同年12月31日三井住友銀行特別顧問を退任、2006年1月23日に日本郵政社長に就任。2007年4月1日から9月30日までは日本郵政公社総裁を兼任。
2007年10月5日、西川の主導で日本通運との宅配便事業の統合について合意した。これによって設立されたJPエクスプレスは1度も黒字化出来無いまま倒産した。また、2010年7月1日に日本郵便と統合された際には、ゆうパックが遅配になり、現場は大混乱となった。
2009年5月15日、かんぽの宿の売却問題で西川が特別背任未遂などの罪に当たるとして、民主党・社会民主党・国民新党によって東京地方検察庁に告発状が提出された。この告発状は5月27日に受理された。
2010年に実施された総務省の日本郵政ガバナンス検証委員会／日本郵政ガバナンス問題調査専門委員会では、西川の独断専行が厳しく批判された。
第45回衆議院議員総選挙で民主党を主体とした連立政権が発足すると、西川に対する辞任圧力は日増しに強くなり、郵政民営化の見直しが閣議決定された2009年10月20日、西川は社長辞任の意向を表明。退任会見では冒頭で「体調が悪くて声が出ない。会見は20分で終わりますから」と述べ、鳴り響くシャッター音に対しては「ガシャガシャ音がうるさくて話せない。もうやめようか。」と席を立とうとするしぐさを見せ広報担当者を叱責したり、「ちょっともう止めてくださいよ。出てってくださいよ、カメラ。」と述べるなど怒りをあらわにした。

### 引退後
2013年4月に妻が死去したが、西川個人の思いから、通例と異なり三井住友銀行等には知らせることはなく、密葬で弔った。妻の葬儀からほどなく、アルツハイマー型認知症が進行し、意思能力を失った状態となった。
2020年9月11日、死去。82歳没。

## その他役職
- 財団法人社会経済生産性本部理事
- 財団法人大阪大学後援会理事長
- 特定非営利活動法人おおさか大学起業支援機構評議員
- 財団法人懐徳堂記念会理事長
- 有限責任中間法人住友経営テクノロジー・フォーラム理事長
- 日本プロゴルフ殿堂顧問

## 人物像
- 大学時代は新聞記者志望だったが、銀行に就職した。大学時代の西川は銀行員になる気など全くなかったが、大学の友人に誘われて住友銀行を急遽受験する事になり、入社面接担当者だった磯田一郎（後に頭取・会長として辣腕を発揮し、“住友銀行の天皇”と称された）が西川のことをいたく気に入り、入行を決めさせた[9]。西川は尊敬する人物として磯田を挙げている。
- プロ野球選手・監督の星野仙一と親交があり、長らく星野の大阪後援会の会長を務めている。同会は星野が阪神タイガースの監督→シニア・ディレクターを務めていた時代には「虎仙会」と称していたが、星野が2010年に東北楽天ゴールデンイーグルスの監督に就任したため、「大阪星野仙一後援会」と名称を変更した[10]。
- 日本郵政グループが協賛した『ポストマン』に商店主役で出演している。
- ダイエー創業者の中内㓛が、1960年代に住友銀行から融資を受けた際、借り入れを個人保証にしてしまい、グループで3兆円ほどにのぼる負債のすべてを個人で負うことになった。そこで中内は、株式や不動産などすべての個人財産をゼロにしなければならない事態に陥った。そこで、当時頭取だった西川は、すべてを取り上げることは無慈悲だとして、マンションの一室を特別に残した。

## 著作
- 『挑戦―日本郵政が目指すもの』（幻冬舎新書、2007年） ISBN 978-4-344-98056-3
- 『ザ・ラストバンカー 西川善文回顧録』（講談社、2011年／講談社文庫、2013年）ISBN 978-4-06-216792-5/ISBN 978-4-06-277725-4